# Шаменко, Владимир Владимирович
Владимир Владимирович Шаменко (род. 8 августа 1972 года в Джамбуле) — спортсмен, спортивный гимнаст. Заслуженный мастер спорта Украины (1996).
В 1997 году окончил Национальный университет физического воспитания и спорта. Тренер — Лесовой В. О.
На Олимпийских играх 1996 года в Атланте вместе с Р. Шариповым, А. Светличным, Ю. Ермаковым, О. Косяком, И. Коробчинским и Г. Мисютиным завоевал бронзовые медали. Украина пропустила вперёд Россию и Китай и менее чем на две десятых балла опередила Белоруссию.
В 1996 году Шаменко награждён Почётным знаком отличия Президента Украины.